# Cumella aculeata
Cumella aculeata är en kräftdjursart som beskrevs av Jones 1984. Cumella aculeata ingår i släktet Cumella och familjen Nannastacidae. Inga underarter finns listade i Catalogue of Life.